# Nikolaus I Bernoulli
Nicolaas I Bernoulli, Duits: Nikolaus Bernoulli (soms ook geschreven als Nicolas of Nikolas) (Bazel, 21 oktober 1687 – aldaar, 29 november 1759) was een Zwitserse wiskundige. Hij maakte deel uit van de familie Bernoulli en was een neef van Jacob en Johann Bernoulli en een kleinzoon van Nicolaas Bernoulli.
In 1704 studeerde hij af aan de Universiteit van Bazel onder zijn oom Jakob Bernoulli. Vijf jaar later promoveerde hij op een proefschrift over de toepassing van de kansrekening in het recht. 
Vanaf 1716 bekleedde Bernoulli de Galileo-leerstoel in de wiskunde aan de Universiteit van Padua, waar hij aan differentiaalvergelijkingen en onderwerpen uit de meetkunde werkte. 
In 1722 keerde hij terug naar zijn geboortestad Bazel en werd daar hoogleraar in de logica, vanaf 1731 ook hoogleraar in rechten. 
Zijn belangrijkste bijdragen aan de wiskunde zijn te vinden in zijn brieven. Bernoulli had in begin van de achttiende eeuw een nagelaten manuscript van zijn oom Jacob Bernoulli uitgegeven. Dit werk, Ars Conjectandi gaat over het berekenen van waarschijnlijkheden. Daarover begon hij een briefwisseling met Pierre Rémond de Montmort, de auteur van het eerste - ook op werk van Jakob Bernoulli gebaseerde - leerboek over de kansrekening. In de tweede editie van de "Ars conjectandi" uit 1713 nam hij de 150 pagina's van hun briefwisseling op. In deze briefwisseling werd onder andere de basis gelegd voor de Sint-Petersburgparadox. 
Daarnaast stond hij ook in correspondentie met Gottfried Wilhelm Leibniz en Leonhard Euler.